# 车会党
车会党（日语：／），又称车界党，是日本历史上的一个政党。1882年（明治十五年）10月4日，由自由党左派的奥宫健之、与樱田百卫和人力车夫三浦龟吉等人共同成立的政治团体，后来正式举行结党仪式并成为政党。
1882年6月25日，东京马车铁道（新桥至日本桥段）开通运营，导致人力车这一主要交通工具的需求减少，许多人力车夫失业。此时，奥宫健之和樱田百卫正着手组织无产阶级群体，便将目光投向因失业而动荡的车夫阶层，并成功说服自由党成员竹内纲属下的车夫头领三浦龟吉为其奔走。10月4日，他们在神田明神的境内召开了人力车夫大联谊会，召集了300余名车夫参会。为吸引人群，活动前散发了可以不限量饮酒的宣传单。会上，三浦龟吉呼吁“即使是车夫，也是同等的人”，强调天赋人权思想与团结的重要性。此后，他们通过联谊会等活动在各地进行宣传，因而被新闻记者称为“车会党”（或“车界党”）。11月24日，车夫政谈演说会（即结党仪式）在众多车夫和市民的参与下召开，参会人数超过2000人。
然而，结党仅四天后的11月28日，奥宫健之和三浦龟吉因妨碍官员职务（在演讲时与试图制止的警察发生冲突）被捕入狱。次年（1883年）1月18日，樱田百卫去世，车会党随即自然解散。
尽管在帝国议会开设（1889年）前便解散，未能推举出众议院议员，但部分文献将其视为日本最早的无产政党。